# Canadian National Railway
A Canadian National Railway (em francês:  Chemins de Fer Nationaux du Canada; abreviação coloquial: CNR, abreviações oficiais: CN, CNA, CNIS), conhecida como Canadian National Railways entre 1918 e 1960, é uma companhia ferroviária operada pela Canadian National Railway Company (em francês:  Compagnie des Chemins de Fer Nationaux du Canada). É a maior companhia ferroviária do Canadá, tanto quanto pela extensão total de sua malha ferroviária quanto em lucro anual. É também atualmente a única companhia ferroviária transcontinental do Canadá, com uma malha ferroviária que estende-se desde a Nova Escócia até a Colúmbia Britânica. A Canadian National também possui uma extensiva malha ferroviária na região central dos Estados Unidos, ao longo do vale do Rio Mississippi, desde os Grandes Lagos até o Golfo do México. Sua sede está localizada em Montreal, Quebec.
Além disso, a Canadian National Railway foi a criadora de uma das sete maravilhas do mundo moderno, que seria atualmente a "Torre CN".